# Urgleptes puerulus
Urgleptes puerulus är en skalbaggsart som först beskrevs av Julius Melzer 1932.  Urgleptes puerulus ingår i släktet Urgleptes och familjen långhorningar. Inga underarter finns listade i Catalogue of Life.